# 翟小宁
翟小宁（1963年—）是第15届北京市人大代表、中国人民大学校长助理、基础教育处处长、教授。曾任中国人民大学附属中学校长。

## 著作
著作有《美德的种子》（2015年）、《中华传统文化教材》（2016年）、《习近平总书记教育重要论述讲义》（编写组专家）（2020年）。